# Rino Moretta
Rino Moretta (20 febbraio 1983) è un calciatore francese nato a Tahiti, attaccante del Tefana.

## Carriera

### Club
Ha sempre giocato nel campionato di casa.

### Nazionale
Ha collezionato 5 presenze con la maglia della propria Nazionale.